# Auma-Weidatal
Auma-Weidatal település Németországban, azon belül Türingiában. Lakosainak száma 3332 fő (2023. december 31.). Auma-Weidatal Triptis, Harth-Pöllnitz és Weida községekkel határos.

## Népesség
A település népességének változása:
| Lakosok száma | 3557 | 3491 | 3396 | 3353 | 3332 |
|               | 2017 | 2019 | 2021 | 2022 | 2023 |